# Liesborner Altar

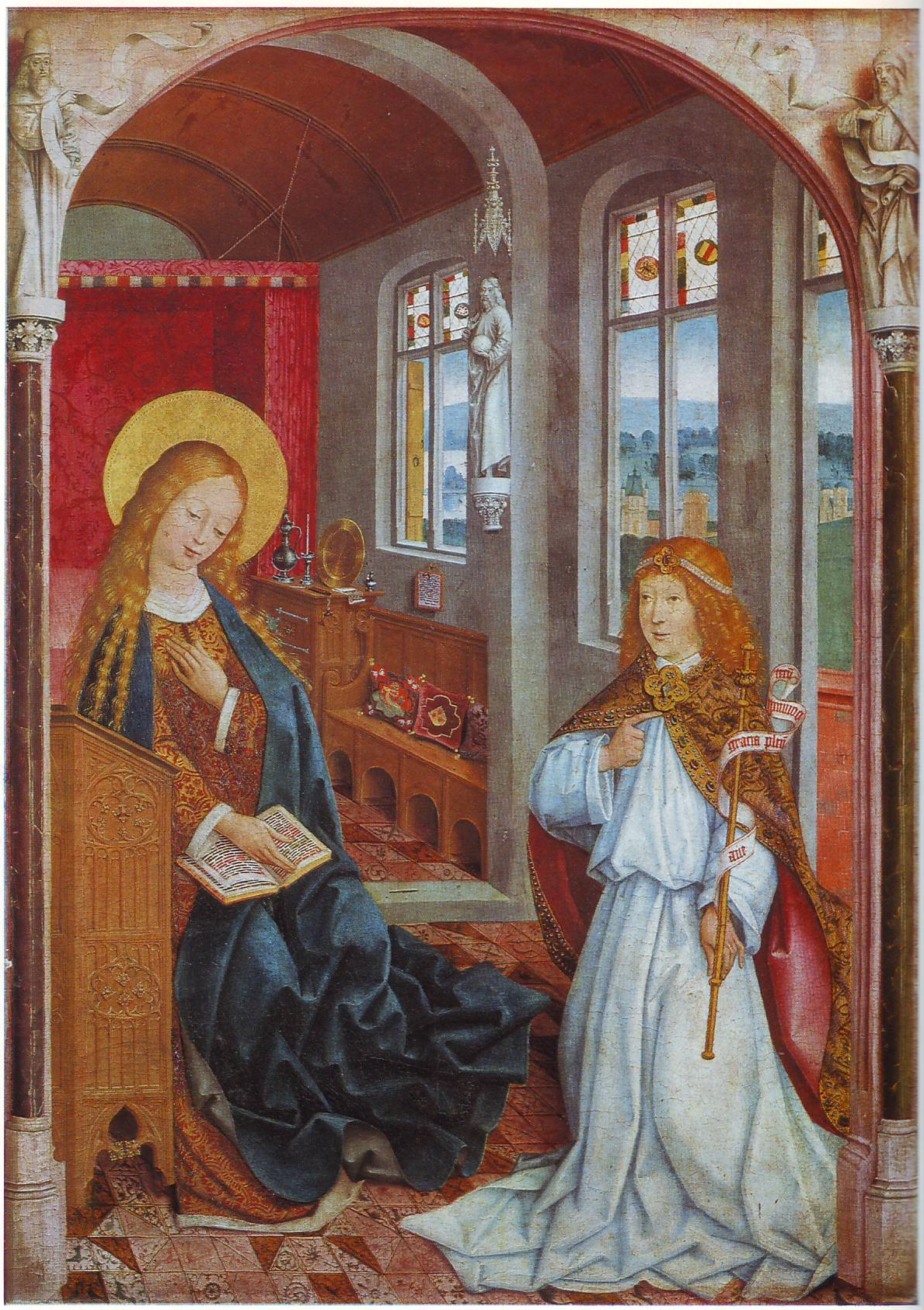
Liesborner Altar, Verkündigung an Maria, National Gallery, London

Der Liesborner Altar (Hochaltar der Klosterkirche von Liesborn) zählt zu den Hauptwerken der westfälischen Spätgotik. Er wird ins letzte Drittel des 15. Jahrhunderts datiert und stand bis zur Auflösung des Klosters Liesborn dort als Hochaltar im Chorraum. Die zersägten Teile gelangten in die Sammlung Krüger und mit dieser in die National Gallery in London. Teile wurden über das Auktionshaus Christie’s weiterverkauft. Andere Teile gelangten in das LWL-Museum für Kunst und Kultur nach Münster. Damit sind die Fragmente des Liesborner Altars ebenso verstreut wie der Marienfelder Altar.

## Geschichte
Die Fragmente des Liesborner Hochaltars wurden, aus einer Privatsammlung des 19. Jahrhunderts kommend, der Sammlung Krüger in Minden, bekannt gemacht. Der Katalog dieser Sammlung von 1848 bezeichnet den Maler der Bildwerke als Meister von Liesborn. Dieser Notname ist bis heute geblieben. Einige Kunsthistoriker, wie etwa Reinhard Karrenbrock, vermuten dahinter  Johann von Soest. Der Katalog stellt mehrere Bildwerke des Meisters in einen Werkstattzusammenhang, wonach sich im letzten Drittel des 15. Jahrhunderts in Westfalen eine riesige Malerwerkstatt unter der Leitung dieses Meisters befunden haben könnte. Als Herkunftsorte der Bilder führt der Krügersche Katalog die Klosterkirche zu Liesborn, eine abgebrochene Kapelle in Lippstadt und das Kloster Liesborn an. Da sich in den Archiven des Klosters selbst kein Hinweis gefunden hat, bieten dieser Katalog und der Versteigerungskatalog die einzigen Hinweise über die Identität des aufgetauchten Kunstwerkes. Zur Datierung griff man auf die Chronik des Klosters zurück, wonach der Hochaltar durch Abt Heinrich von Kleve 1465 zusammen mit vier weiteren Nebenaltären geweiht wurde. Die Beschreibung des Altars in der Chronik des Mönchs Witte bezieht man auf den Hochaltar von Liesborn. Darin heißt es wörtlich:

„... novum chorum a Florino inchoatum, a Luberto praedecessore suo consumatum, tesudine cooperiut, polito lapide stavit, stallis novis artificiose exesis ornavit, ipsumque chorum cum summo altari in honore sanctae Dei Ganitricis Mariae, sanctorumque Cosmae & Damiani maryrum ac beatissimi Symeonis Prophetae, patronorum monasterii anno Domini MCCCCLXV ipso die Visiationis B. Mariae Virginis com aliis quatour inferionis ecclesiae alteribus consecriari fecit, Quae quidem alteria appostis tabulis operose ornavit, ita auro coloribusque destinctis, ut ipsarum aritfex juxta Plinii sententiam apud Grayos in prima gradu liberalium magister digne haberi posset.“

Der Altar wurde im Zuge der Säkularisation und Aufhebung des Klosters, nach dem Verkauf der Domäne an den Herzog von Croÿ 1831, von diesem zu 14 oder mehr Einzelgemälden zersägt.

„Vandalen haben den Altar zu Beginn des 19. Jahrhunderts, nach der Säkularisation des Klosters Liesborn, zerstückelt, vermutlich um die Teile besser verkaufen zu können.“

 Die Bestandteile wurden „zu Spottpreisen verkauft“. Zwischenzeitlich von einem Bauern als Deckel für eine Mehlkiste zweckentfremdet, wurden die beiden Seitenflügel 1834 in vier Teile gespalten und 1854 nach London verkauft. Da die beiden Seitenflügel nicht als Arbeiten des Meisters, sondern als Werkstattarbeiten galten, trennte sich die National Gallery 1857 über eine Auktion von diesen. Eine Tafel mit der Himmelfahrt Christi gelangte in die Pfarrkirche St. Helen's Church in Brant Broughton, Lincolnshire, wo sie in ein neugotisches Retabel integriert wurde. Die acht wesentlichen Teile verblieben somit seit 1854 im Besitz der National Gallery, London, als Teil eines größeren Aufkaufs von westfälischer Kunst des Mittelalters. Dieser Aufkauf begann schon damals die „Schönheit und Wichtigkeit“ einer „Westfälischen Schule“ und der Arbeit eines Liesborner Meisters zu betonen.

## Beschreibung
Das ursprüngliche Liesborner Retabel zeigte auf seinem Mittelbild Christus am Kreuz, von vier schwebenden Engeln umgeben, die sein Blut mit Kelchen auffingen. Links vom Kreuz standen Maria und die Heiligen Cosmas und Damian (die Heiligen der Pfarre Liesborn), rechts Johannes, die heilige Scholastika und der heilige Benedikt (Liesborn war im Spätmittelalter eine Benediktinerabtei). Der linke Retabelteil zeigte die Verkündigung, die Geburtsszene, die Anbetung durch die Könige und die Darstellung im Tempel. Nur das Verkündigungs- und Darstellungsbild haben sich vollständig erhalten. Der Altar war wohl kein Flügelaltar, sondern die Bilder waren nebeneinander aufgereiht. Die genaue Zusammenstellung des Altars kann nicht mehr vollständig und zweifelsfrei rekonstruiert werden, da er nur noch in Fragmenten erhalten ist. Auch das Mittelbild wurde fragmentiert.

### Bilder

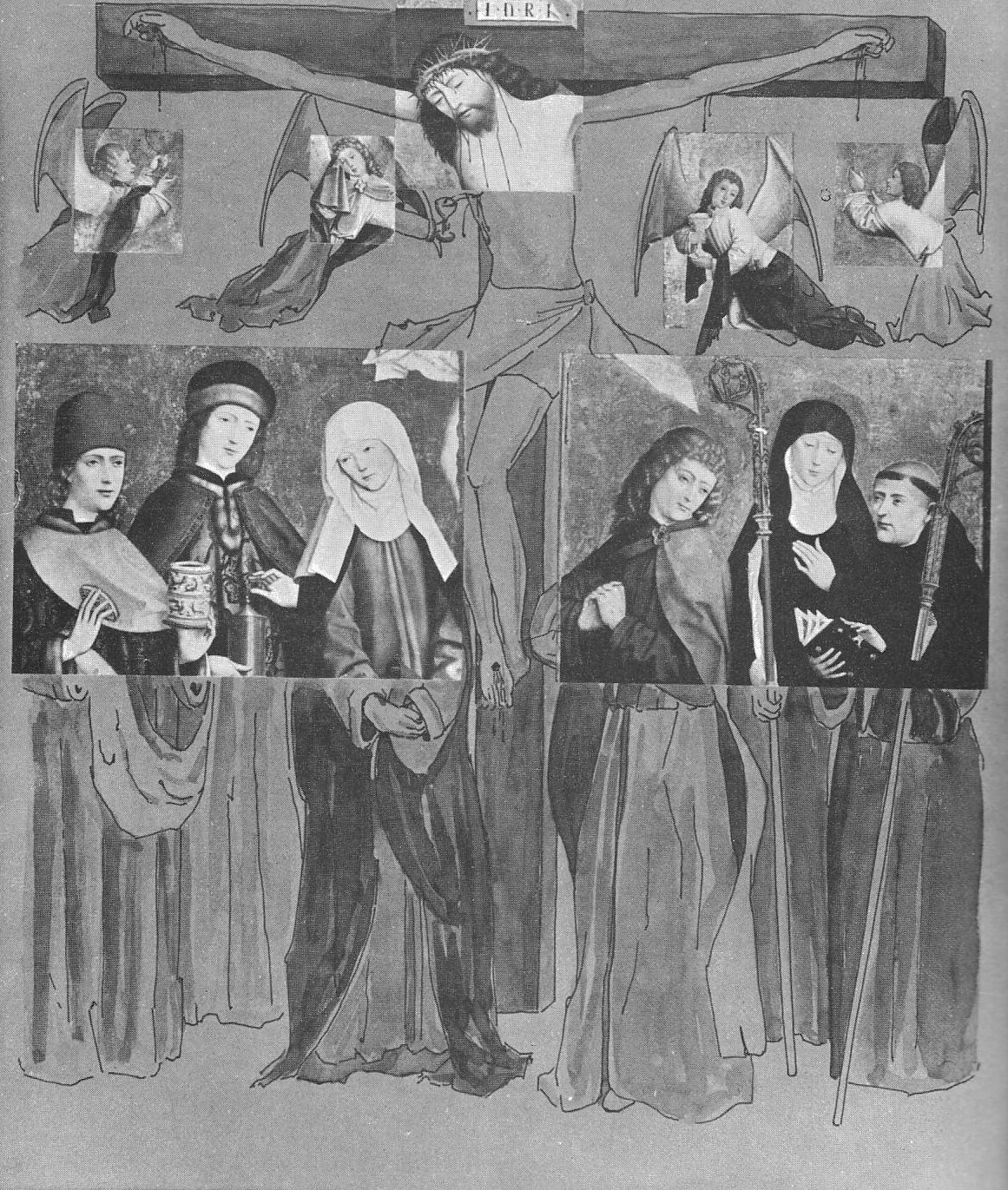
Rekonstruktion der Mitteltafel nach Paul Pieper
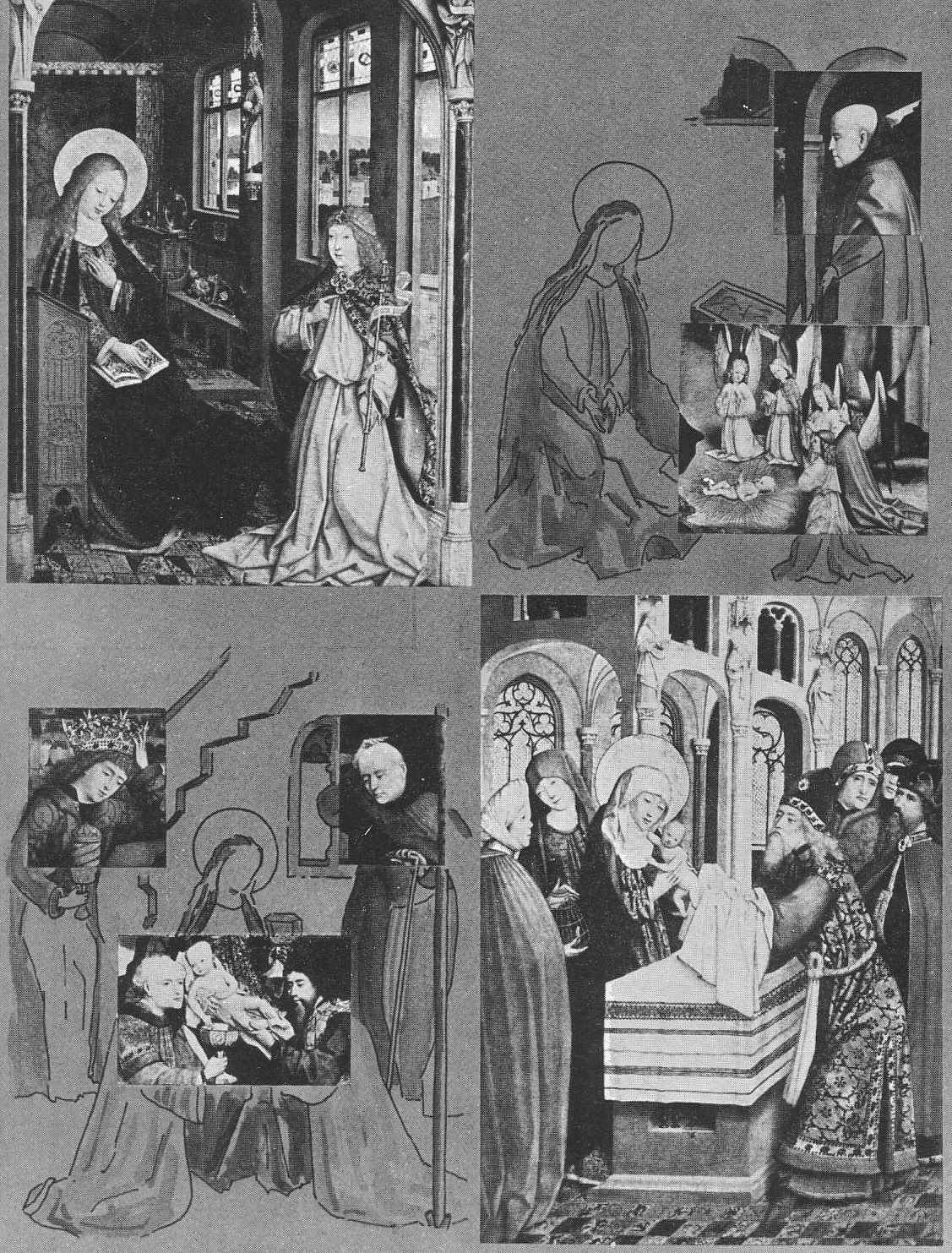
Rekonstruktion des linken Retabelteils nach Paul Pieper
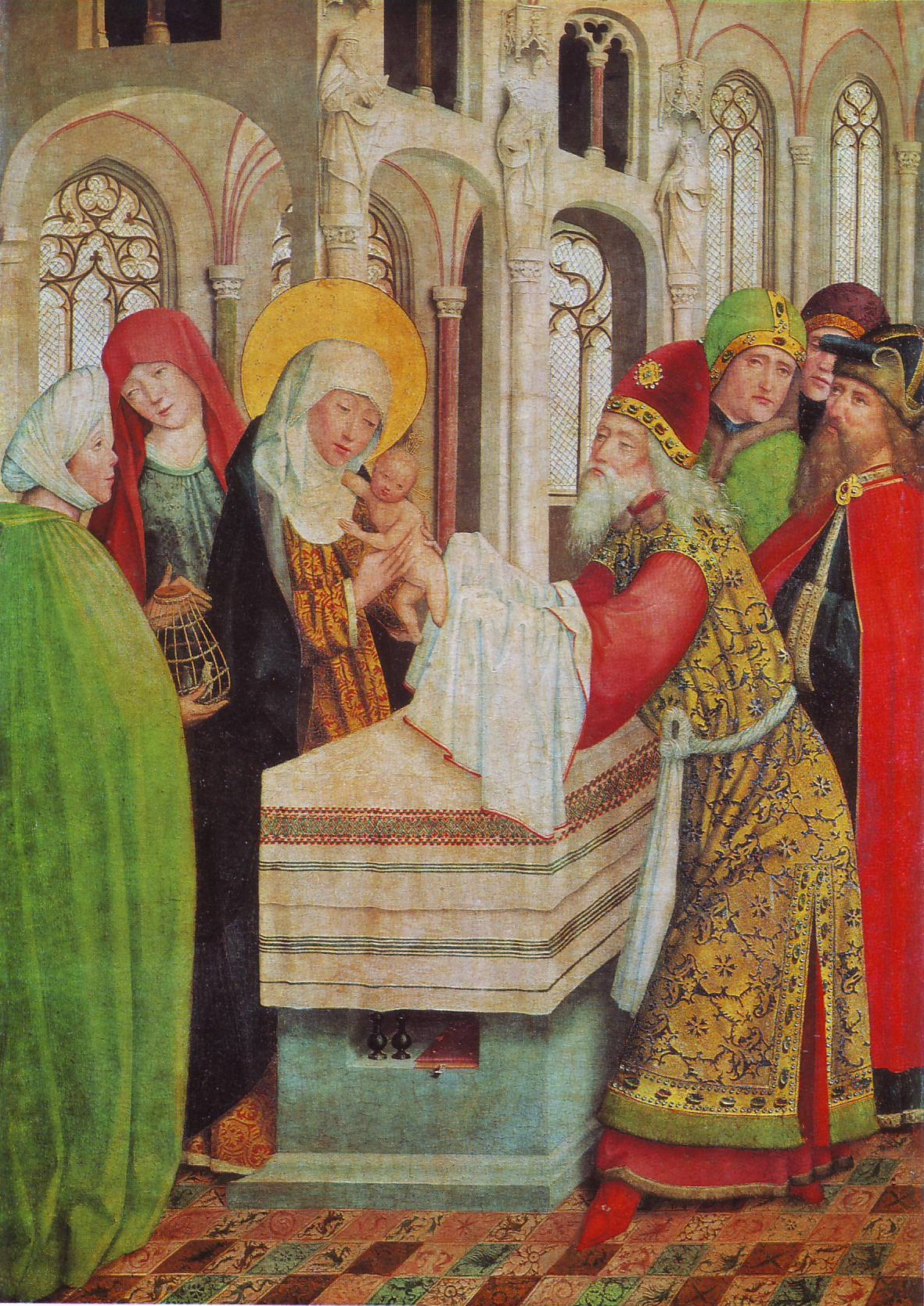
Darbringung im Tempel, London
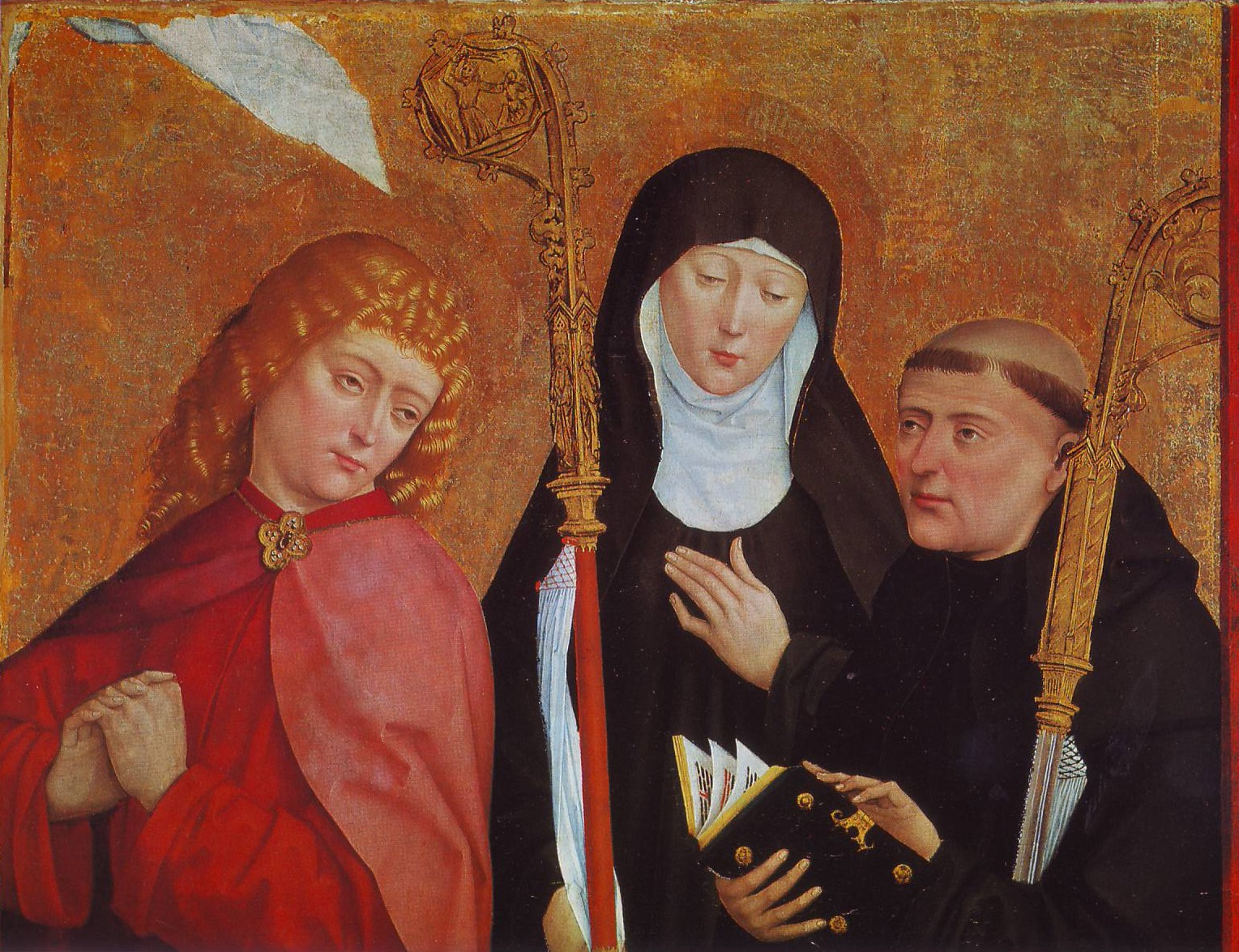
Johannes mit Scholastika von Nursia und Benedikt von Nursia, London
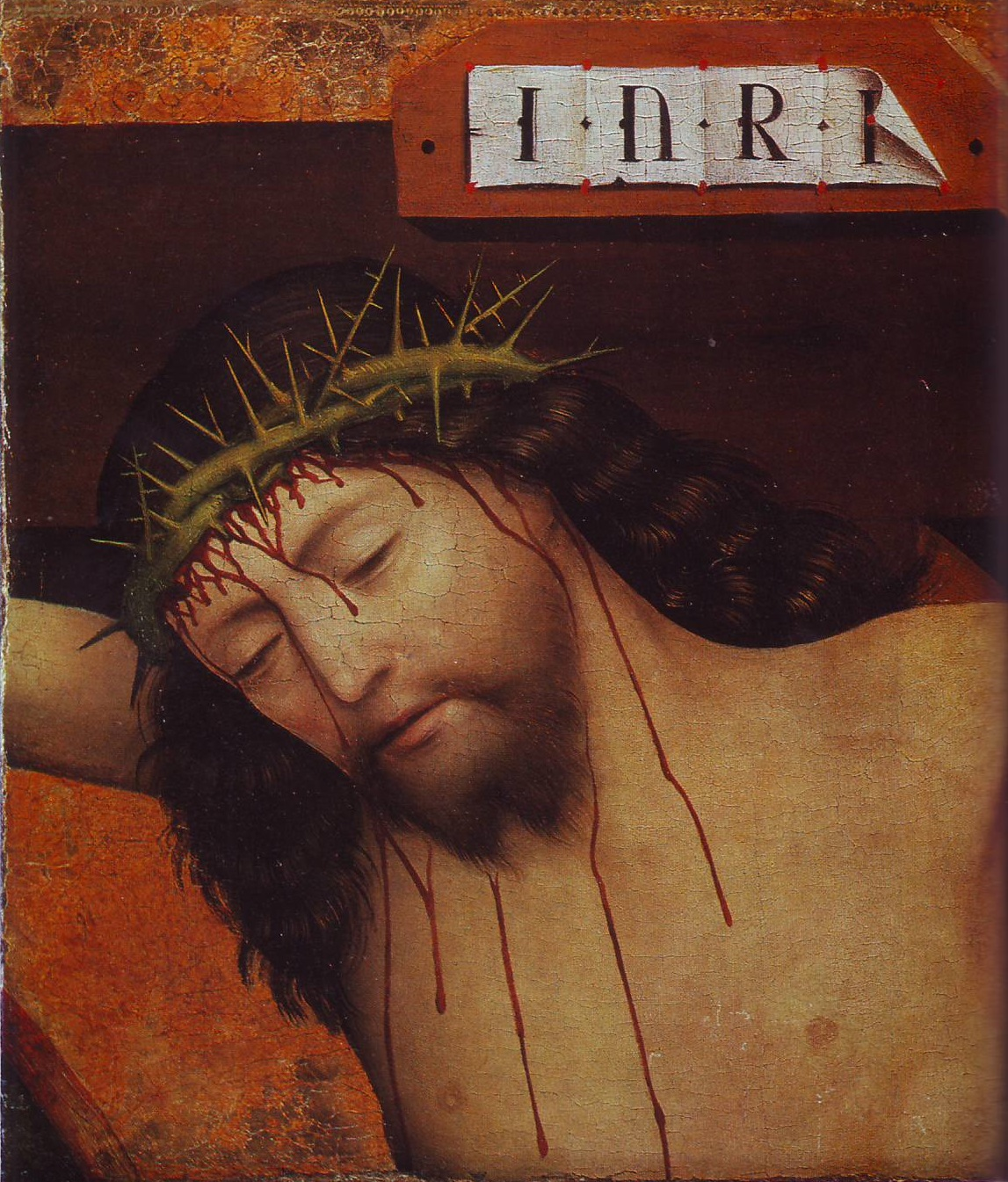
Kopf des Gekreuzigten, London
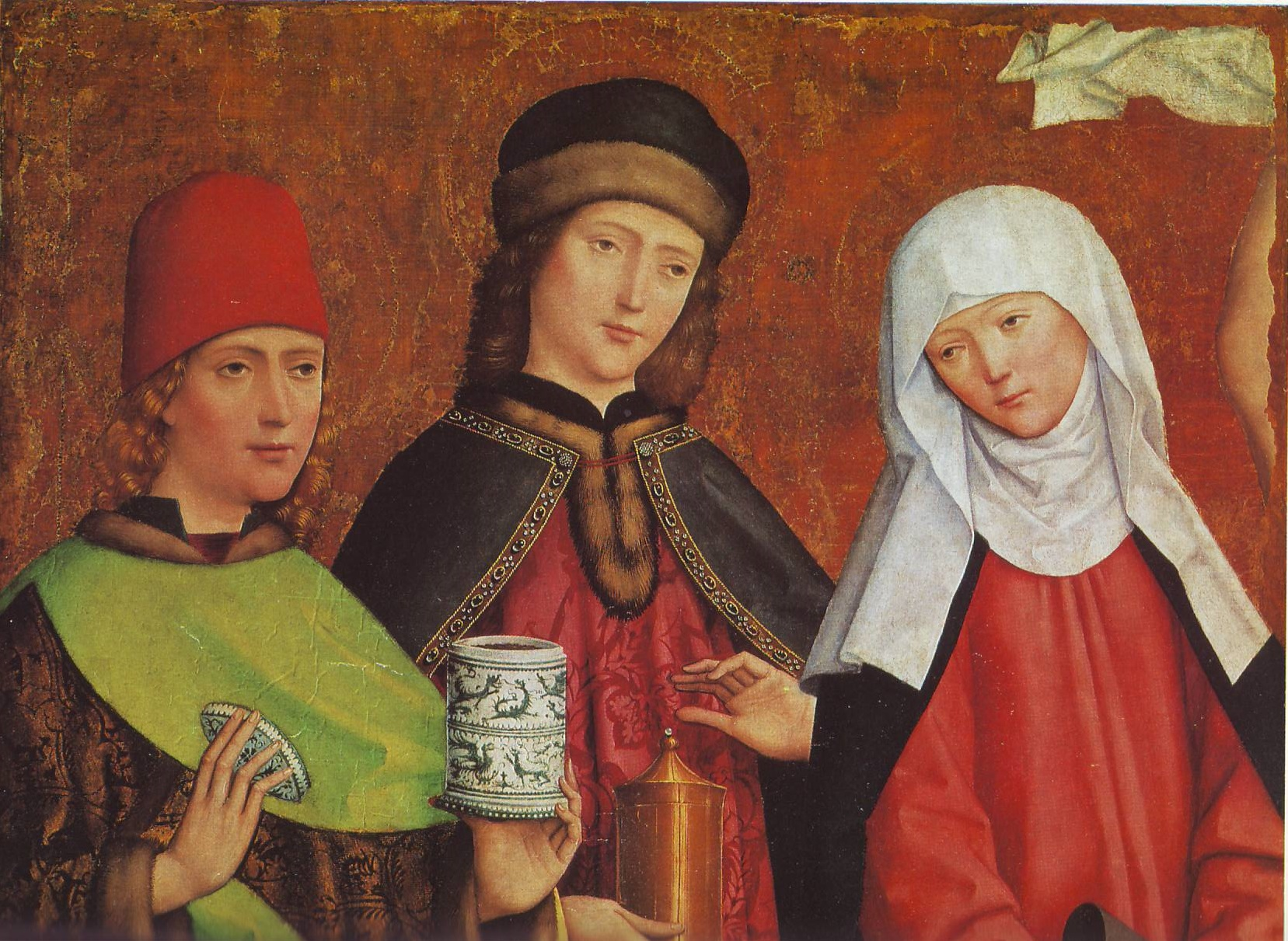
Maria mit Cosmas und Damian, London
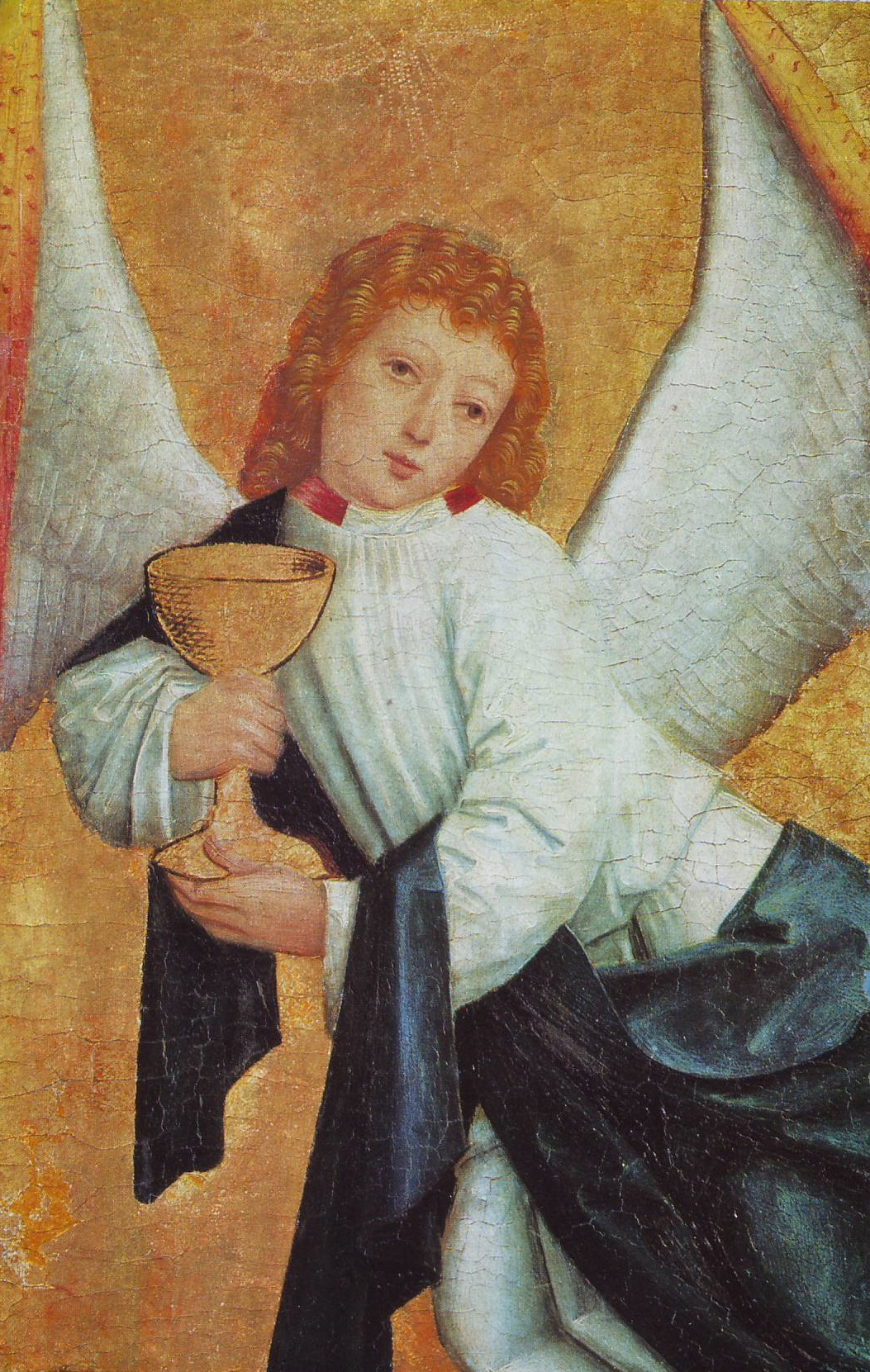
Engel mit Kelch, Münster
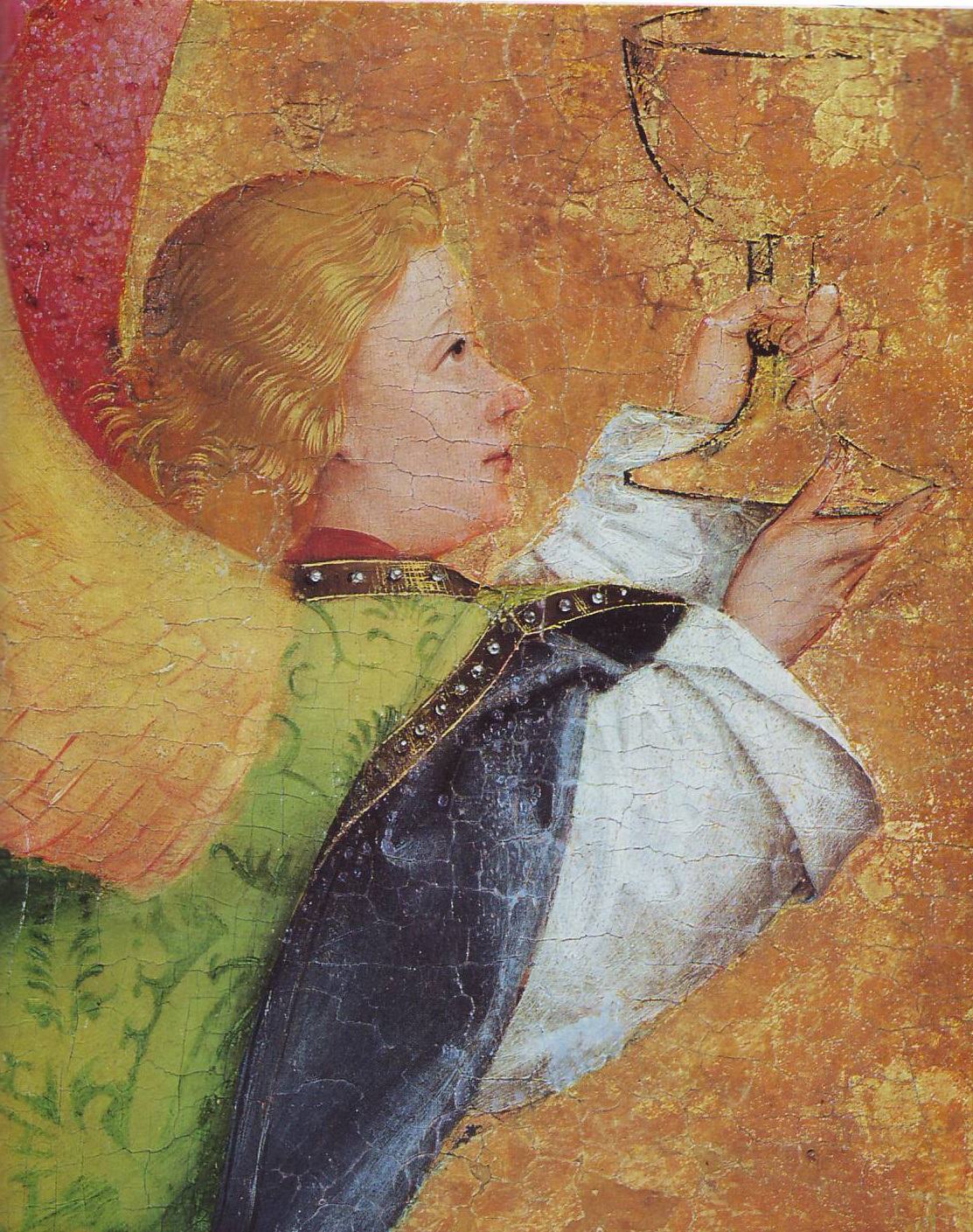
Engel, Münster
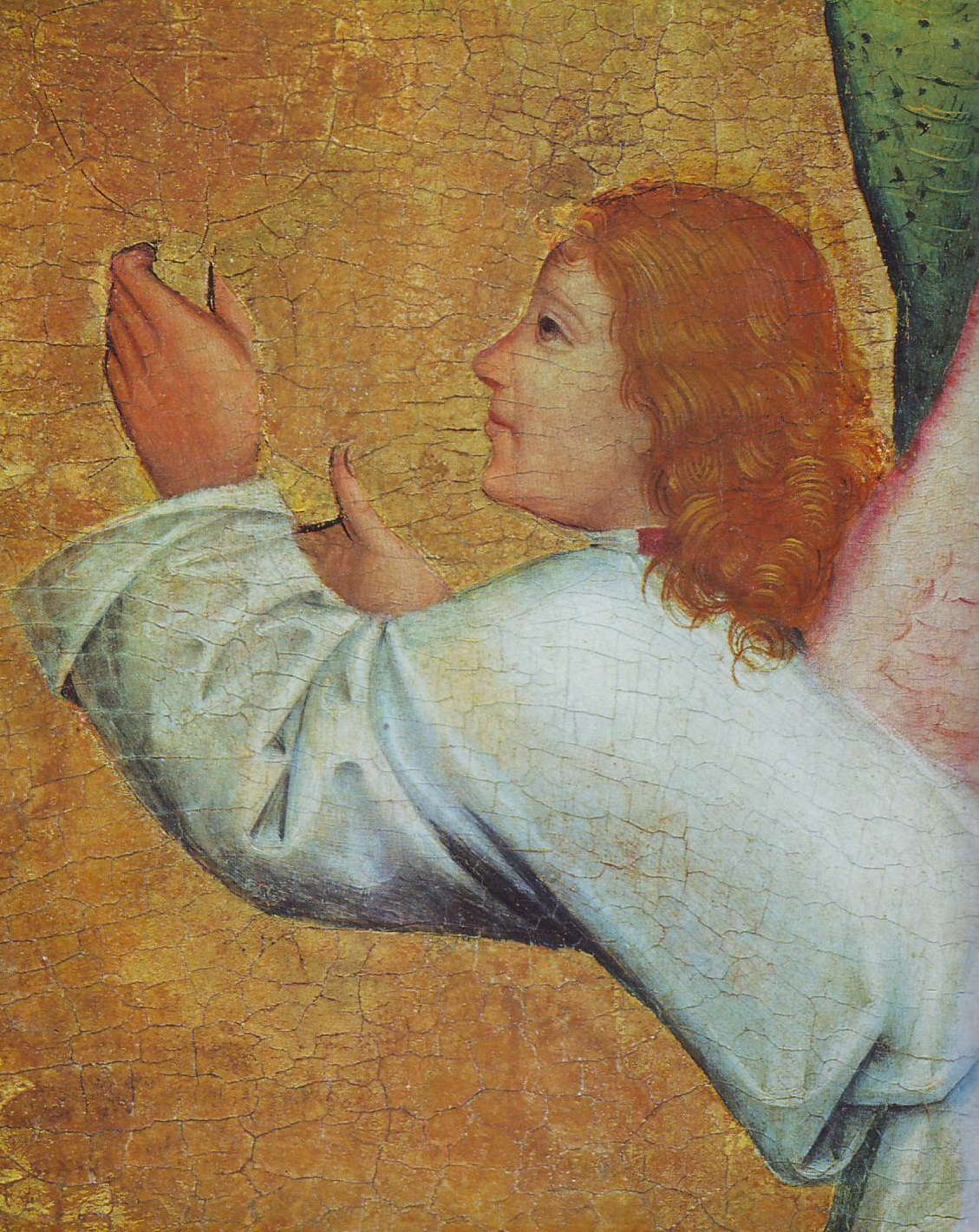
Engel, Münster
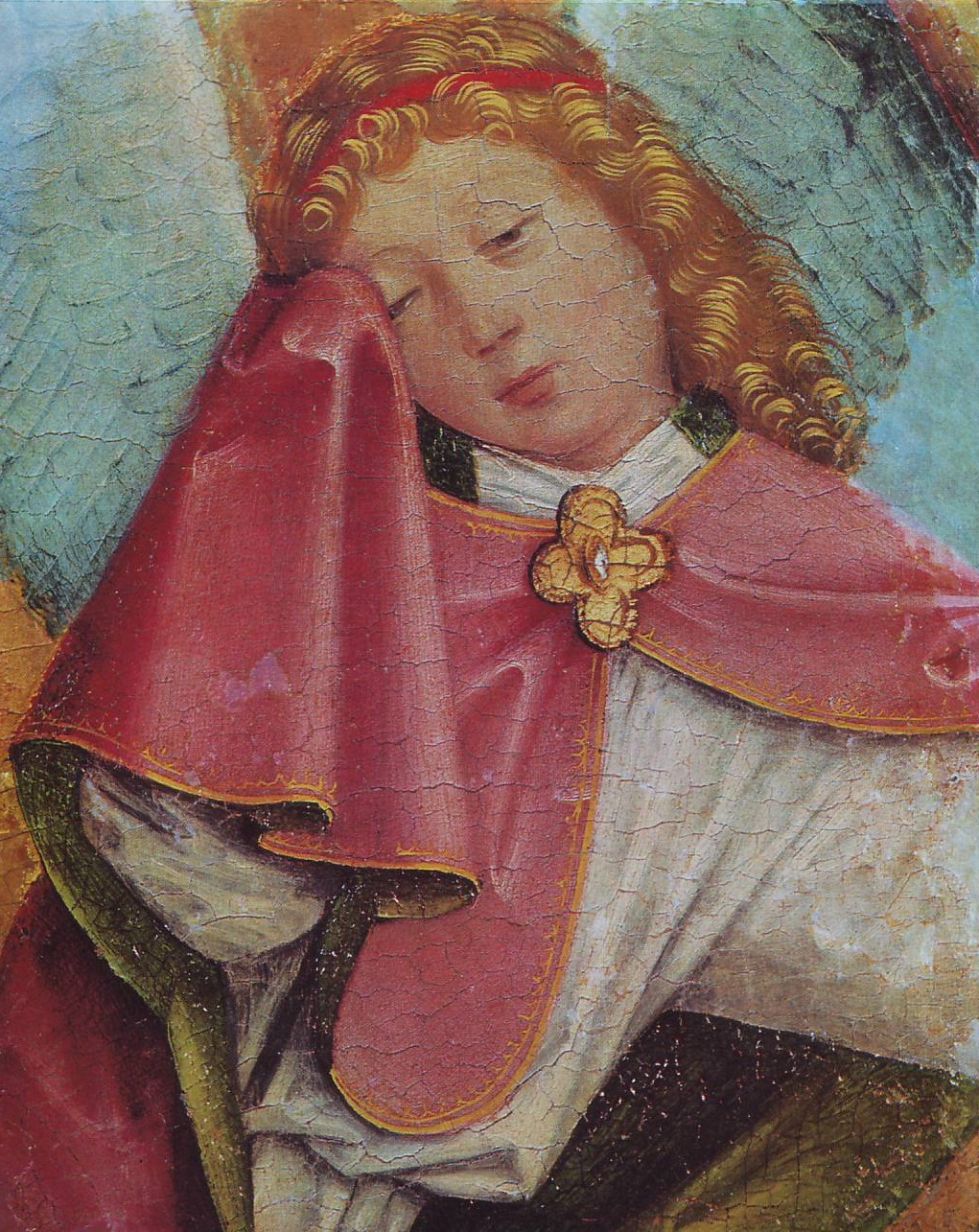
Engel, Münster
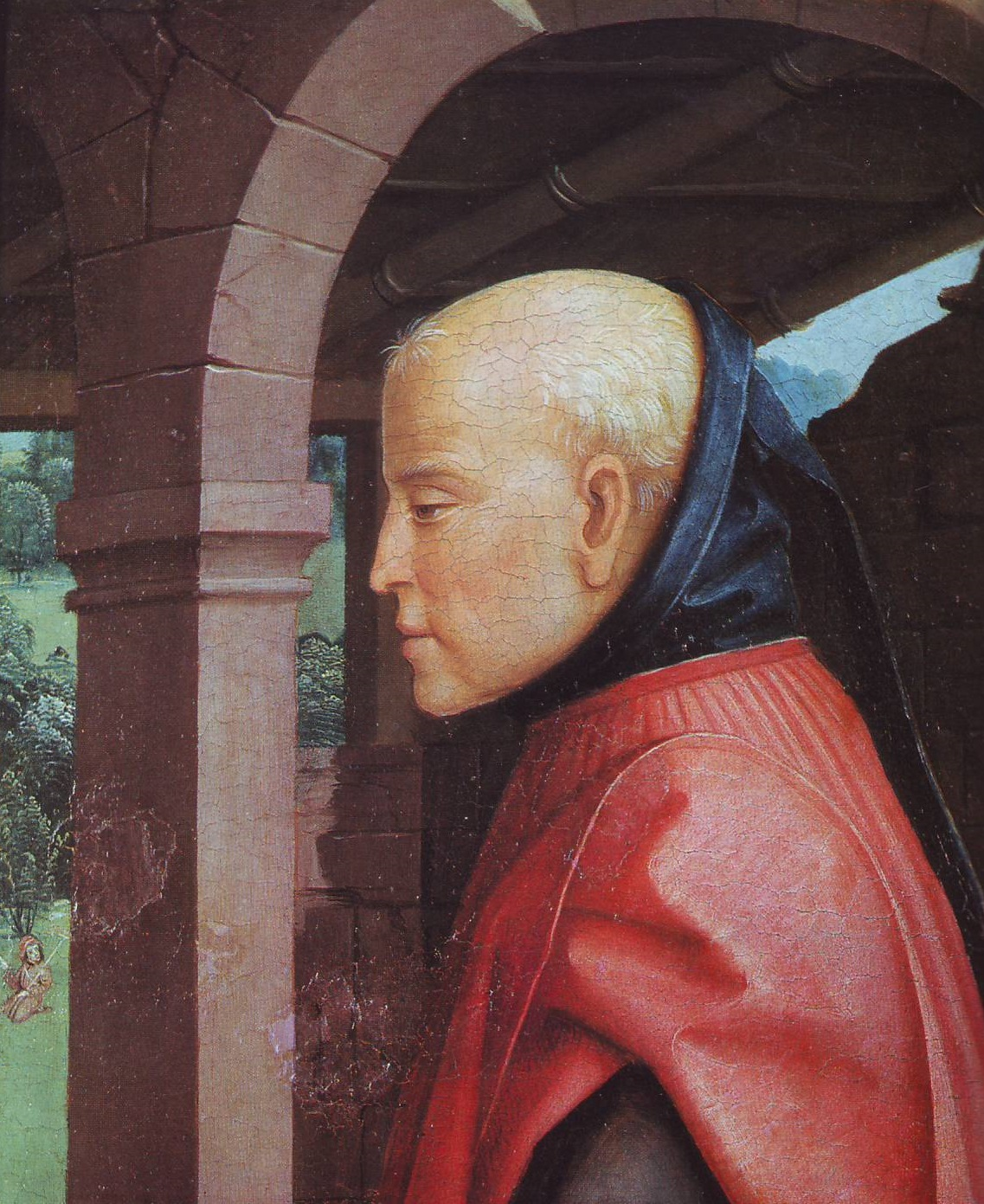
Hl. Joseph, Münster
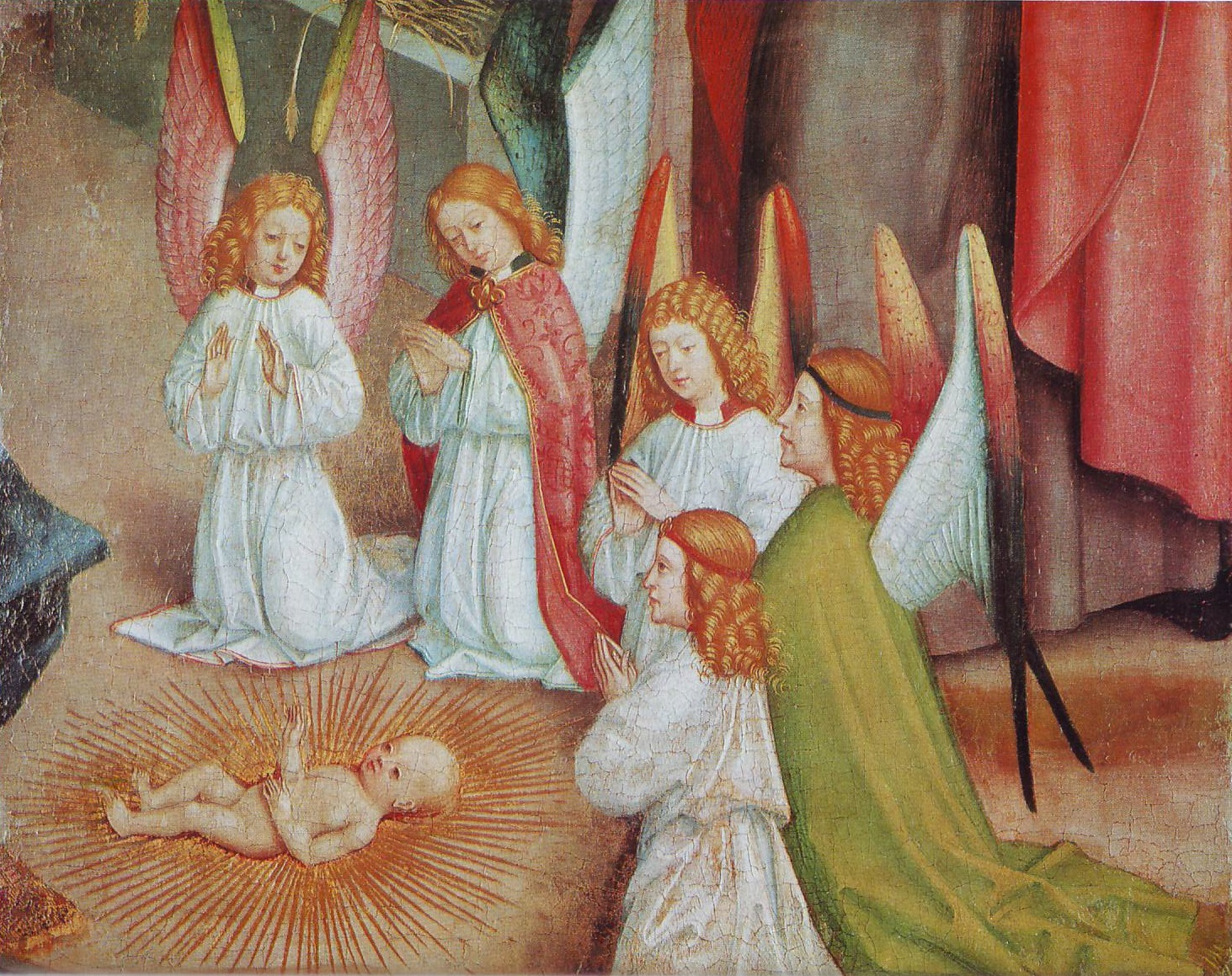
Engel mit Jesuskind, Münster
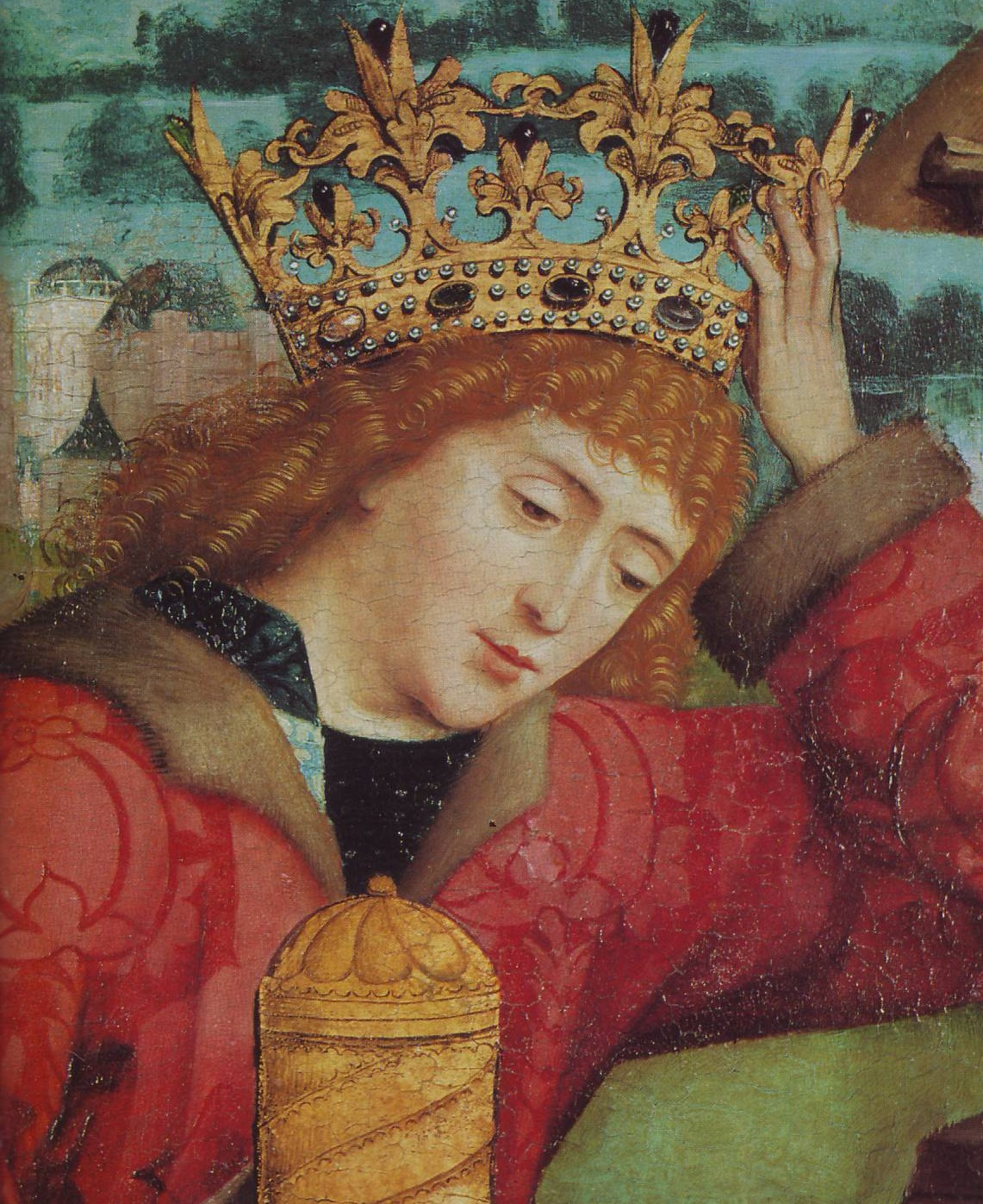
Junger König, Münster
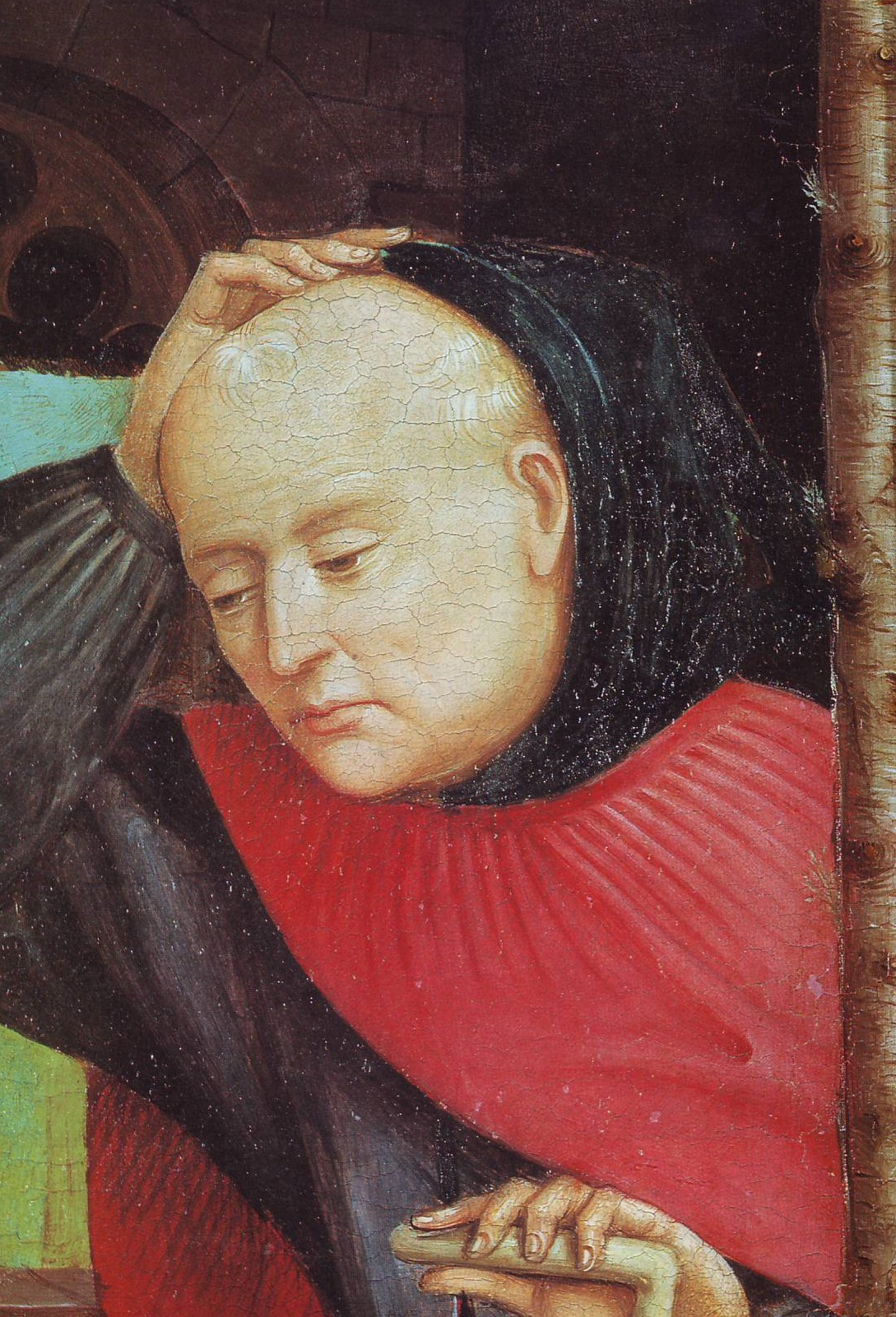
Hl. Joseph, Münster